# Maria Koterbska

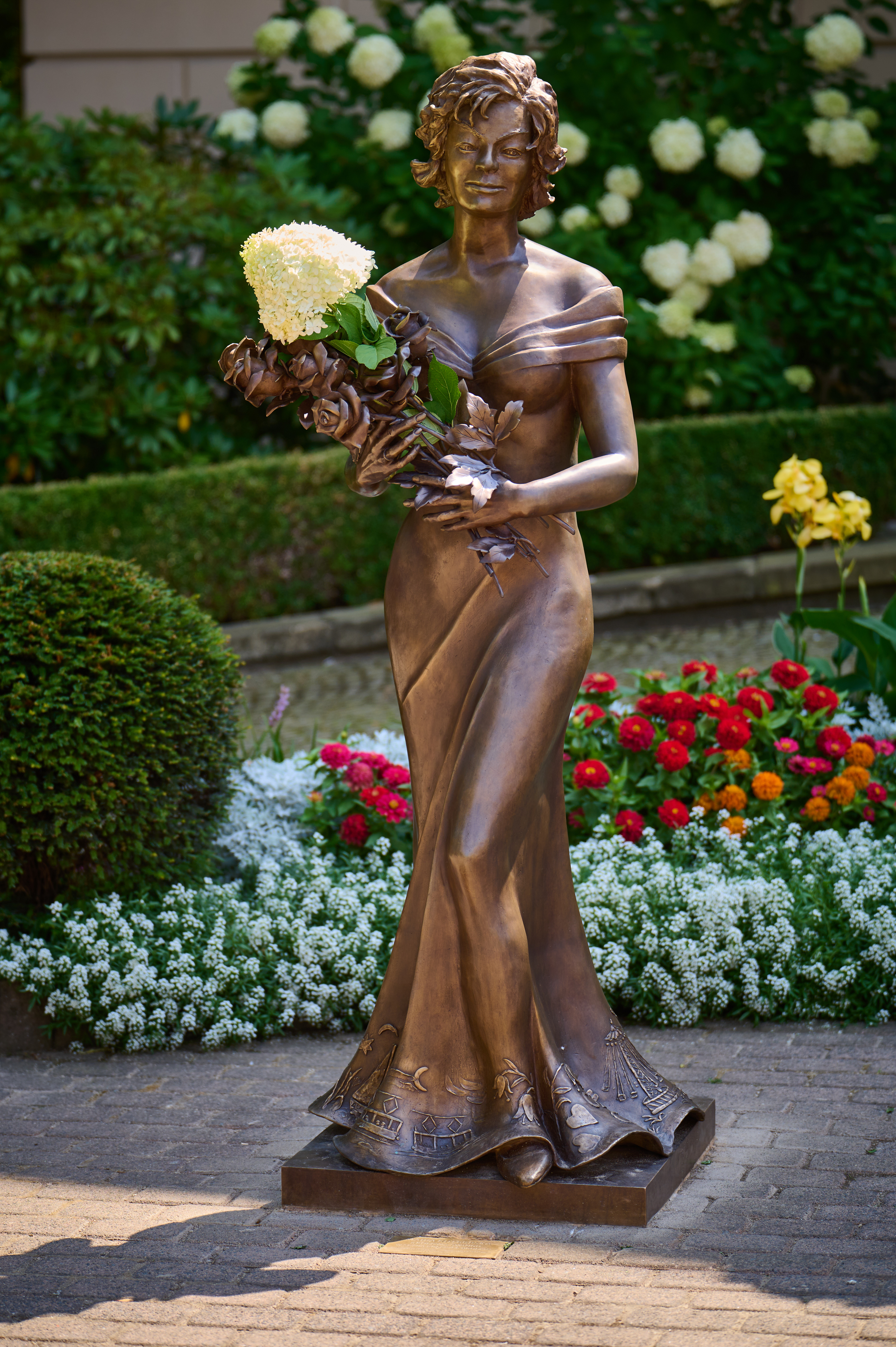
Pomnik Marii Koterbskiej w Bielsku-Białej

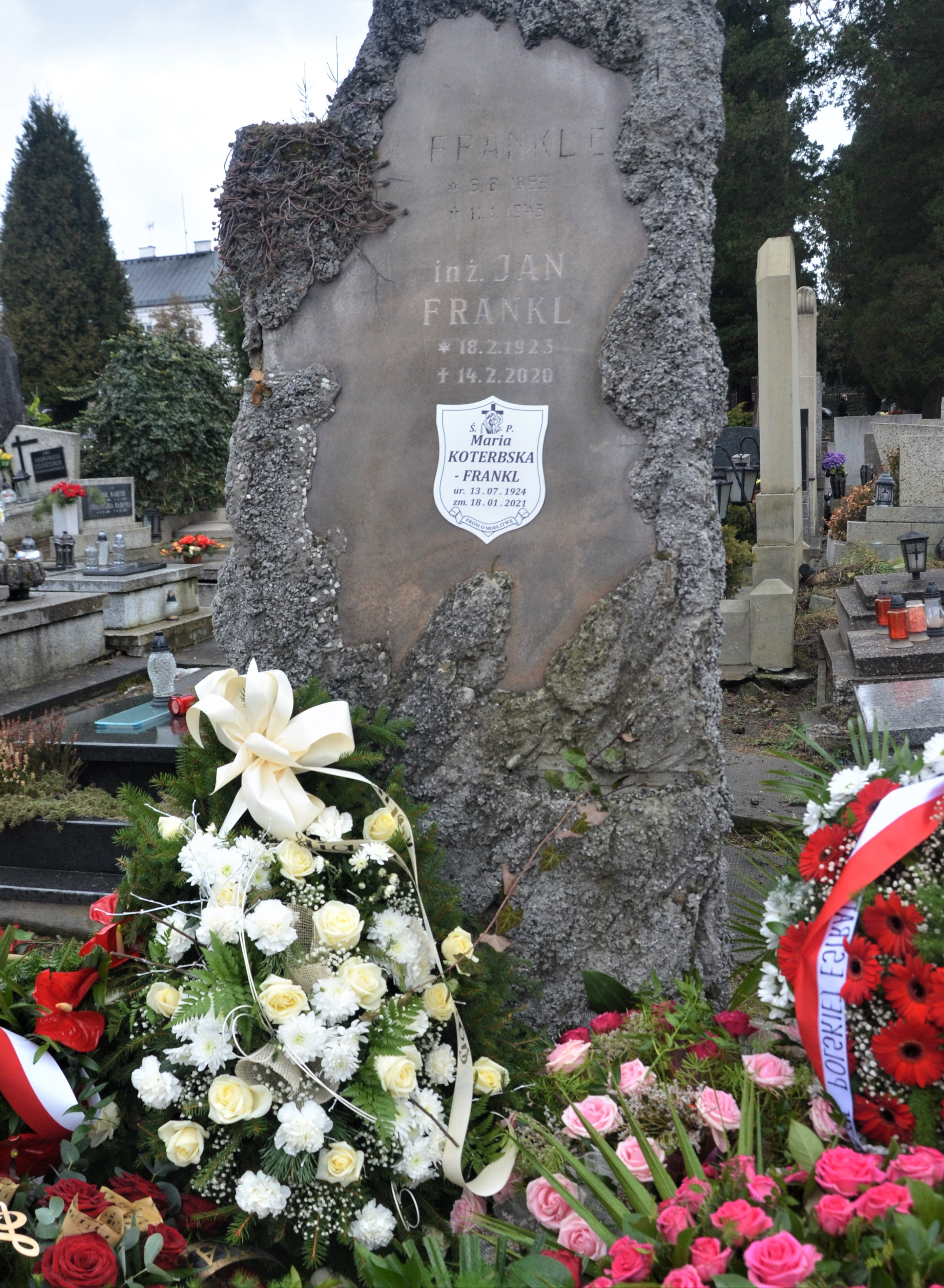
Grób Marii Koterbskiej i jej męża na cmentarzu parafii św. Mikołaja w Bielsku-Białej

Maria Aleksandra Koterbska-Frankl (ur. 13 lipca 1924 w Białej, zm. 18 stycznia 2021 w Bielsku-Białej) – polska piosenkarka, szczególnie popularna w latach 50. i 60. XX w.; jej największe przeboje to m.in. „Augustowskie noce”, „Brzydula i rudzielec”, „Karuzela”, „Parasolki”, „Serduszko puka w rytmie cza cza”, „Wrocławska piosenka”, „Do grającej szafy grosik wrzuć”.

## Życiorys

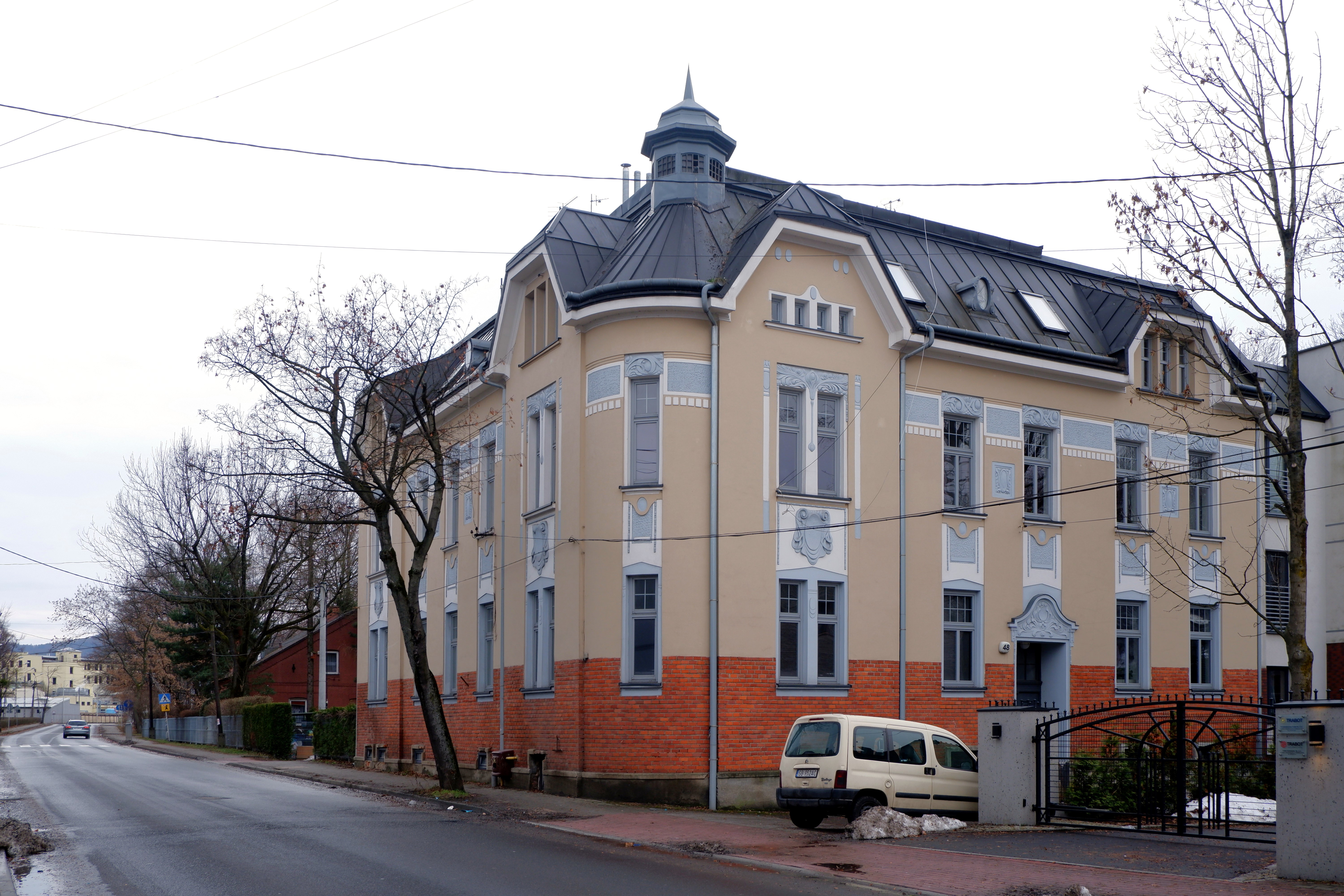
Kamienica przy ulicy Sempołowskiej 48 w Bielsku-Białej, gdzie mieszkała Maria Koterbska

Urodziła się jako druga z trójki dzieci w rodzinie muzycznej, Władysława i Janiny z Mierowskich. Debiutowała w 1949 w sylwestrowy wieczór. W latach 50. została stałą bywalczynią niedzielnych audycji Radia Katowice „Melodie świata”, audycji wówczas niezwykle popularnej, w której stałym punktem były piosenki w jej wykonaniu. W połowie lat 50. przez dwa sezony występowała w Teatrze Satyryków w Krakowie. Te dwa lata występów w teatrze miały ogromne znaczenie dla rozwoju jej kariery, przyczyniając się do zmiany repertuaru – od jazzu do piosenki aktorskiej – wymagającej nieco innego operowania głosem. W tym okresie powstała popularna piosenka „Wio koniku”. Większość nagrań z tego okresu uległa zniszczeniu, ich ślad można odnaleźć w Wiązance przebojów z lat pięćdziesiątych, przy tworzeniu której pomagali Wojciech Młynarski i Tomasz Śpiewak, a która została zaprezentowana w listopadzie 1967. Współtwórcą jej sukcesu był Jerzy Harald, kompozytor i aranżer, który skomponował m.in. piosenkę „Brzydula i rudzielec”.
Począwszy od 1956 podjęła współpracę z kabaretem literatów Wagabunda, którego była współinicjatorką. Przez wszystkie lata istnienia we wszystkich programach była jego główną gwiazdą. Z kabaretem koncertowała w Europie, a także dla Polonii w USA. Z tego okresu zachowały się takie nagrania jak „Bajka amurska”, „Jesteś tu”, „Piosenka o walcu domino”. W kabarecie występowali obok niej tacy artyści jak Lidia Wysocka, Jacek Fedorowicz, Mieczysław Wojnicki, Bogumił Kobiela, Mieczysław Czechowicz. Aranżerem i kierownikiem muzycznym zespołu, z którym Maria Koterbska śpiewała w Wagabundzie, był początkowo Wiktor Kolankowski, później Tomasz Śpiewak, z którym współpraca trwała najdłużej.
Brała też udział w imprezach estradowych, krajowych i zagranicznych. Śpiewała w programach „Zgaduj zgadula”, „Podwieczorek przy mikrofonie” i innych audycjach cyklicznych. W 1961 odbyła kilkumiesięczne tournée po Związku Radzieckim. Zespół artystyczny pod dyrekcją Kazimierza Rudzkiego był pierwszym polskim zespołem występującym przed radziecką publicznością. Maria Koterbska została tam dobrze przyjęta. W 1963 zaproszono ją do udziału w III Międzynarodowym Festiwalu Piosenki w Sopocie. Zaprezentowała piosenkę Marka Sarta do słów Jerzego Millera „Odejdź smutku” i otrzymała drugą nagrodę. Występ na Festiwalu w Sopocie był dla wielu zaskoczeniem, bowiem znano ją dotychczas jako wykonawczynię popularnych przebojów. W Sopocie odsłoniła nowe oblicze artystyczne, jako interpretatorka piosenek trudnych i ambitnych.
W latach 70. nagrała dwie płyty długogrające, wystąpiła na KFPP w Opolu i brała udział w programach rozrywkowych. W latach 80. wielokrotnie zasiadała w jury KFPP w Opolu. W 1987 otrzymała Honorowe Grand Prix na tym festiwalu. Występowała na Festiwalu Piosenki Radzieckiej w Zielonej Górze. Pod koniec lat 70. występowała wspólnie ze swoim synem, aktorem Romanem Franklem, który był nie tylko wykonawcą, ale także kompozytorem ich piosenek. W 2007 brała udział w koncercie w całości poświęconym Jackowi Lechowi.
Wystąpiła w filmach Sprawa do załatwienia i Irena do domu!.
W lutym 2013 w Bielsku-Białej została założona Bielska Piwnica Artystyczna pod patronatem Marii Koterbskiej. Jej siedziba mieści się na ul. 11 Listopada 46 a. Kultywuje pamięć o artystce, organizuje koncerty, spotkania, spektakle teatralne. Artyści piwnicy to Bielska młodzież oraz gwiazdy polskiej estrady.

## Śmierć
Zmarła 18 stycznia 2021 w Bielsku-Białej w wieku 96 lat, przyczyną śmierci było ogólne zakażenie organizmu piosenkarki, która zmagała się z chorobą nowotworową. Pogrzeb o charakterze państwowym odbył się 22 stycznia 2021, została pochowana obok męża na cmentarzu parafii św. Mikołaja w Bielsku-Białej, przy ul. Grunwaldzkiej.

## Życie prywatne
Od 1950 była żoną Jana Frankla (1923–2020), z którym miała syna, aktora i piosenkarza, Romana Frankla.

## Najpopularniejsze piosenki
- Karuzela (muz. Witold Krzemieński, sł. Ludwik Starski) 1958
- Pod parasolem (muz. i sł. Nina Pilchowska) 1954
- Do grającej szafy grosik wrzuć (muz. Günter Oppenheimer, sł. Mirosław Łebkowski) 1959
- Lunaparki (muz. Robert Allen, sł. Jan Gałkowski, Bogusław Choiński) 1959
- Brzydula i rudzielec (muz. Jerzy Harald, sł. Eugenia Wnukowska) 1954
- Wrocławska piosenka (muz. Jerzy Harald, sł. Eugenia Wnukowska) 1953
- Chłopcy z obcych mórz (muz. Ryszard Sielicki, sł. Andrzej Bianusz) 1964
- O tak w Polskę iść (muz. Juventino Rosas, sł. Andrzej Bianusz) 1972
- Si senor (muz. Ryszard Sielicki, sł. Kazimierz Winkler) 1959
- Augustowskie noce (muz. Franciszka Leszczyńska, sł. Zbigniew Zapert, Andrzej Tylczyński) 1967
- Mój chłopiec (muz. Jerzy Harald, sł. Eugenia Wnukowska) 1953
- Nie o mnie (muz. Marian Radzik, sł. Marian Załucki) 1955
- Serduszko puka w rytmie cha-cha (muz. Romuald Żyliński, sł. Janusz Odrowąż) 1958
- Zachodzi słoneczko (muz. Jerzy Harald, sł. Eugenia Wnukowska) 1954
- Powracająca melodyjka (muz. Henryk Klejne, sł. Andrzej Bianusz) 1972
- Parasolki (muz. Piotr Hertel, sł. Janusz Słowikowski) 1960
- Bajka amurska (muz. Aleksander Borodin, sł. Krystyna Wolińska) 1961

## Dyskografia
Osobny artykuł: Dyskografia Marii Koterbskiej.
Albumy studyjne:
- 1954 - Maria Koterbska / Poznański Kwartet Rytmiczny
- 1958 - Ulubione przeboje
- 1958 - Ulubione piosenki
- 1960 - Maria Koterbska śpiewa wesołe piosenki
- 1967 - Nie mówmy, że to miłość...
- 1972 - Maria Koterbska
- 1974 - Jubileusz

## Filmografia
- 1948 – Skarb (jako piosenkarka[8])
- 1953 – Sprawa do załatwienia (wykonawczyni piosenki)
- 1955 – Irena do domu! (jako piosenkarka)

## Odznaczenia
- Krzyż Oficerski Orderu Odrodzenia Polski (1999)[9]
- Krzyż Kawalerski Orderu Odrodzenia Polski (1979)[10]
- Złoty Medal „Zasłużony Kulturze Gloria Artis” (2008)[6]

## Publikacje o Marii Koterbskiej
- Roman Frankl: Maria Koterbska. Karuzela mojego życia. Warszawa: Państwowy Instytut Wydawniczy, 2008. ISBN 978-83-06-03159-1. Brak numerów stron w książce

## Upamiętnienie

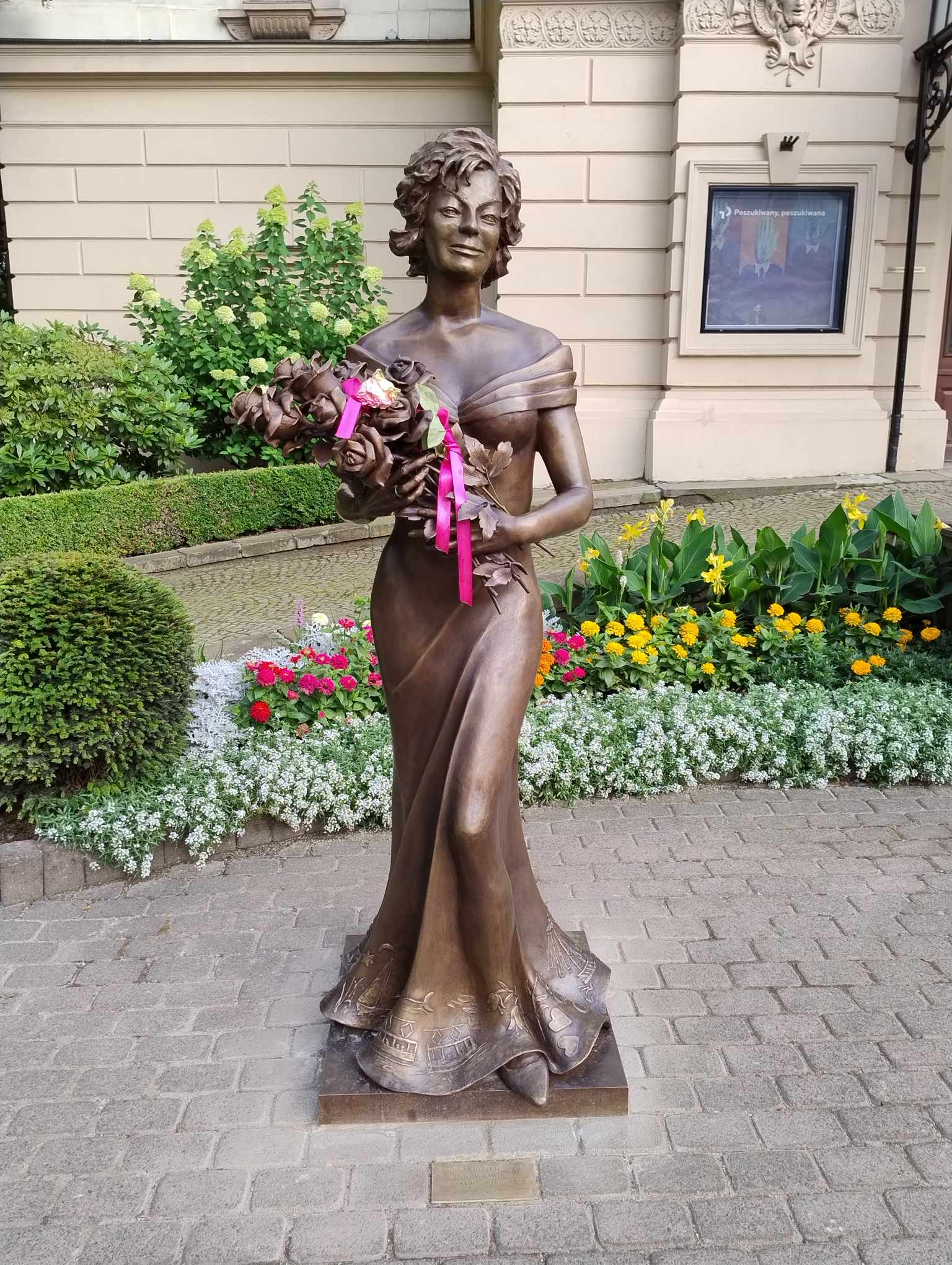
Pomnik Marii Koterbskiej przed Teatrem Polskim w Bielsku-Białej

- 9 kwietnia 2021 (na mocy uchwały z 18 marca 2021) – Bielskie Centrum Kultury zmieniło nazwę na Bielskie Centrum Kultury im. Marii Koterbskiej[11][12]
- 19 stycznia 2022 – tramwaj Moderus Gamma 2 (nr 3301) należący do MPK Wrocław został nazwany imieniem piosenkarki. Tramwaj ma jeździć głównie na trasie linii 17 zgodnie ze słowami piosenki "...przez Sępolno, Zalesie i Krzyki..."[13]

- 9 lipca 2022 – na tarasie widokowym nad jeziorem Necko w Augustowie odsłonięto rzeźbę i multimedialną ławeczkę Marii Koterbskiej[14][15].

- 19 sierpnia 2022 – na budynku przy ulicy Teatralnej 26 od strony ul. Piotra Skargi we Wrocławiu odsłonięto mural upamiętniający artystkę[16][17].
- 13 lipca 2024 – przed Teatrem Polskim w Bielsku-Białej odsłonięto pomnik artystki[18]